# Dasybasis cortesi
Dasybasis cortesi är en tvåvingeart som beskrevs av Gonzalez 1996. Dasybasis cortesi ingår i släktet Dasybasis och familjen bromsar. Inga underarter finns listade i Catalogue of Life.